# Politický systém Španělska

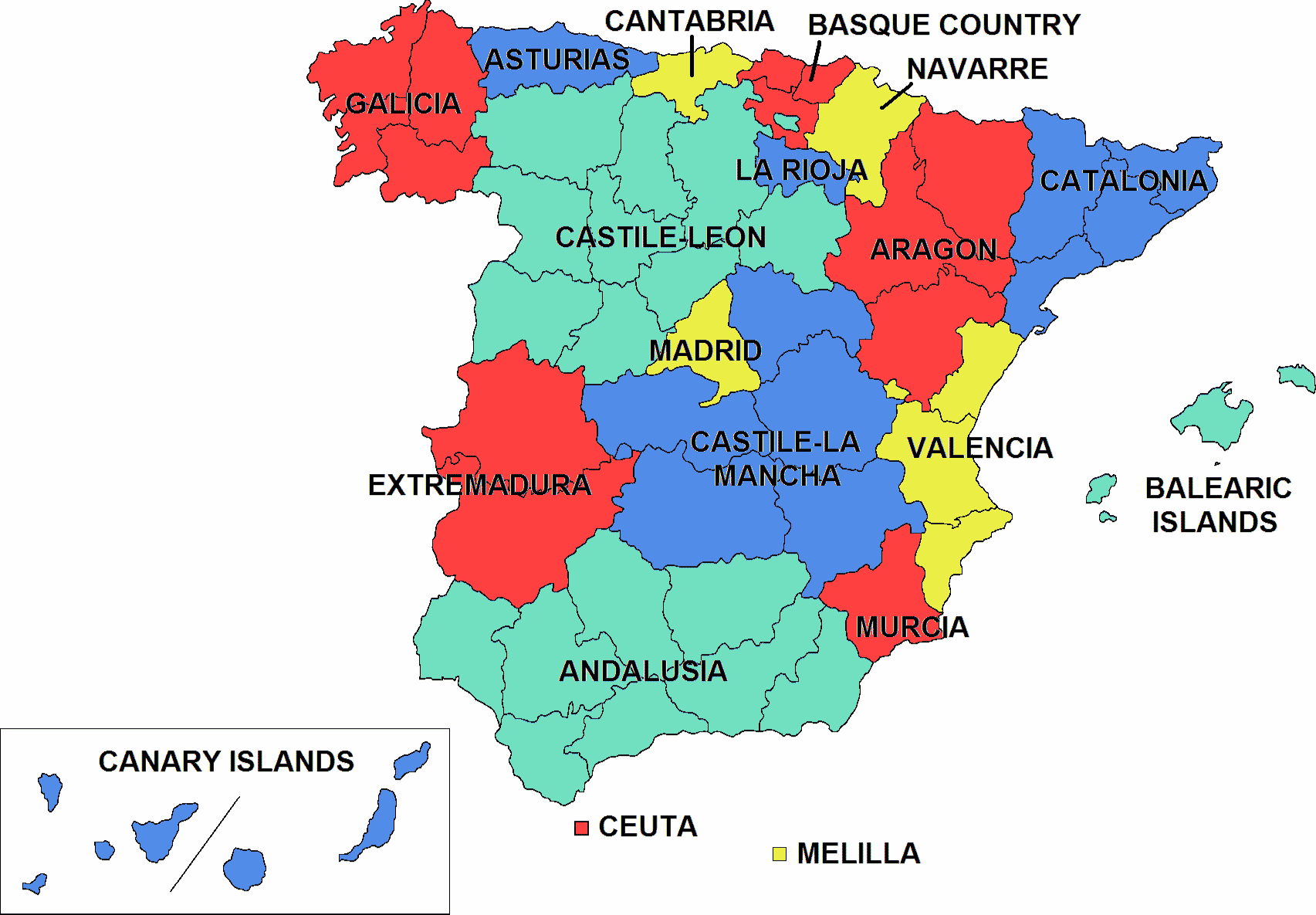
Administrativní dělení Španělska (autonomní společenství)

Politický systém Španělska je založen na současné ústavě, která byla přijata v roce 1978. Španělské království je konstituční monarchie s parlamentní formou vlády. Král je hlava státu a premiér je hlava vlády. 
Španělsko je členem Severoatlantická aliance, Evropské unie, Mezinárodního měnového fondu, Organizace pro hospodářskou spolupráci a rozvoj a dalších mezinárodních organizací.

## Výkonná moc

### Panovník
Hlavou státu a symbolem jeho jednoty je král (aktuálně, od června 2014, Filip VI.). Z Ústavy má pravomoci vyhlašovat zákony, velet ozbrojeným silám, jmenovat kandidáta na funkci předsedy vlády a jmenovat kandidáty navržené do funkcí ministrů. Pokud není vláda sestavena do dvou měsíců od voleb, král rozpouští parlament a vypisuje nové volby. Také má pravomoc vypsat referendum (dle ustanovení Ústavy), uděluje milosti a jmenuje velvyslance. Avšak všechny jeho aktivity podléhají kontrasignaci ministrů či premiéra. Veškerá moc je odvozena od legitimity lidu.

### Vláda a ministerský předseda
Hlavním tělesem výkonné moci je vláda, kterou určuje princip kolektivní odpovědnosti. Přední místo zastává ministerský předseda (Presidente del Gobierno), který vybírá další členy vlády. Po volbách kandidát na předsedu navržený králem předkládá Kongresu poslanců politický program vlády, kterou hodlá sestavit, a žádá Kongres o důvěru. Důvěru obdrží při absolutní většině všech poslanců. Vláda musí být sestavena do dvou měsíců od voleb, jinak je rozpuštěn celý Parlament (Generální kortesy). Z německého systému byl převzat princip konstruktivního vyjádření nedůvěry, vládě tedy může být vyslovena nedůvěra jen tehdy, když se většina shodne i na novém (budoucím) premiérovi. Nejvyšším poradním orgánem vlády je Státní rada.

## Zákonodárná moc
Nejvyšším tělesem zákonodárné moci je dvoukomorový parlament (Generální kortesy).

### Kongres poslanců
Dolní komora, Kongres poslanců (Congreso de Diputados), má výraznější pravomoci a je volena na čtyři roky v přímých volbách proporčním způsobem uzavřených kandidátních listin a přepočtem pomocí D'Hondtovy metody. Počet poslanců se pohybuje mezi 300 až 400 (aktuálně 350).

### Senát
Horní komora, Senát (Senado), má také čtyřleté funkční období. Část senátorů (208) je volena většinově a druhá část (51) je delegováno jednotlivými autonomními komunitami (regiony). Senát má výrazně slabší pravomoci a postavení (senátní veto je přehlasovatelné absolutní většinou či po dvou měsících již jen prostou většinou). Významnější roli má Senát jen při přijímání ústavních dodatků.

## Soudní moc
Vrcholnou soudní instancí mimo ústavní záležitosti je Nejvyšší soud. Ústavní soud řeší ústavnost zákonů a spory mezi státem a autonomními komunitami. Ústavní soud tvoří dvanáct soudců jmenovaných formálně králem na devítileté období, třetina se každé tři roky proměňuje. Čtyři soudce navrhuje Kongres poslanců po schválení třípětinovou většinou. Čtyři také navrhuje Senát, opět třípětinovou většinou. Dva soudce navrhuje vláda. Dva další Generální rada soudní moci.

## Parlamentní strany
Mezi lety 1939 a 1976, během období frankismu, vládla jedna strana, a to Falange Española de las JONS. Během přechodu k demokracii dominovala původně koalice reformních proudů a později jednotná strana Unión de Centro Democrático (UCD) premiéra Adolfa Suáreze. UCD vyhrála volby 1977 a 1979. Od voleb 1982 již nastalo období tradičních silných stran sociálnědemokratické Partido Socialista Obrero Español (PSOE) a konzervativní Partido Popular (PP). Ačkoliv volby probíhají na poměrném principu ve stranickém systému multipartismu a bez uzavírací klauzule (v Parlamentu je obvykle přes deset politických stran), systém se vyvinul právě do systému dvou silných stran, které od voleb 1982 získávaly vždy přes 25 % hlasů každá (obvykle přes 35 % hlasů). Ani jedna z nich ovšem obvykle nezískala většinu (vyjma voleb 1982, 1986, 2000 a 2011). Zvláště u levicové PSOE to vedlo k řadě menšinových vlád, které byly obvykle podporovány malými regionálními stranami.
Mezi lety 1977 a 1982 ve Španělsku vládla strana Unión de Centro Democrático (UCD). Mezi lety 1982 až 1996 strana Partido Socialista Obrero Español (PSOE) v čele s premiérem Felipem Gonzálezem. V letech 1996 až 2004 došlo k alternaci a k vládnutí se dostala strana Partido Popular (PP) v čele s premiérem Josém Máriou Aznarem. V letech 2004 až 2008 došlo znovu k alternaci a k moci se vrátila Partido Socialista Obrero Español (PSOE), tentokrát v čele s premiérem Josém Luisem Rodriguezem Zapaterem. V roce 2011 došlo k nové obměně a do čela státu se podruhé dostala Partido Popular (PP) v čele s premiérem Marianem Rajoyem.
Pro volby 2015 se očekával otřes tradičních stran a úspěch protestních a protiúsporných uskupení Podemos a Ciudadanos. Ty nakonec obsadily třetí a čtvrtou příčku a dohromady obdržely 109 mandátů. Fragmentace parlamentu znamenala zablokování možnosti sestavit funkční vládu a proto došlo v červnu 2016 k předčasným volbám, které ovšem dopadly obdobně, jako ty z prosince 2015. Po volbách bylo v parlamentu poprvé od roku 1977 zastoupeno méně než deset stran.
V červnu 2018 poslanci vyjádřili Rajoyově vládě nedůvěru, stalo se tak poprvé v novodobé historii Španělska. V konstruktivním vyjádření nedůvěry byl novým premiérem navržen socialista Pedro Sánchez. Ten ihned poté sestavil menšinovou vládu s historicky nejméně mandáty (85). Vládu podpořily strany Podemos (71 mandátů), Katalánská republikánská levice (9), Národní strana Baskicka (5) a koalice menších regionálních stran. Socialisté dostali podporu od regionálních stran především z důvodu vyjádření protestu proti konzervativně centralistické vládě Rayoje. Dubnové volby 2019 byly velkou porážkou pro Lidovou stranu, kterou od roku 2018 vedl nový předseda Pablo Casado. Strana ve volbách přišla o 74 mandátů ve sněmovně a 55 mandátů v senátu. Úspěchem naopak byla pro socialisty, kteří zvítězili s 28,68 % hlasů a 123 mandáty (nejvíce od voleb r. 2008). Postupovala také fragmentarizace parlamentu, kdy poprvé v novodobé španělské historii zaznamenalo celkem pět stran zisk více než 10 % hlasů. Volby z dubna 2019 přinesly také úspěch nové straně Vox (24 mandátů), která se stala prvním krajně pravicovým uskupením v parlamentu od přechodu k demokracii po pádu frankismu v roce 1977. Po selhání sestavit vládu byly vyhlášeny předčasné volby na listopad 2019.
Ve volbách z listopadu 2019 zopakovali své vítězství socialisté. Lidovci zastavili propad a dokázali zpě získat třetinu poslaneckých a polovinu senátorských mandátů. Výrazně posílila krajně pravicová strana Vox, která od dubna získala téměř milion nových voličů. Volby byly velkým neúspěchem Ciudadanos a znamenaly politický konec jejich předsedy Alberta Rivery. Další propad zaznamenala i levicová volební aliance Unidas Podemos, která přišla o 600 tisíc voličů. Po volbách podepsali socialisté a Unidas Podemos první koaliční smlouvu od přechodu k demokracii. Nechali si ji schválit členy ve vnitrostranických referendech a následně se se společnými 155 mandáty (menšinovými) ucházeli o důvěru Kongresu poslanců.

### Seznam parlamentních politických stran
Dle parlamentních voleb 2023.
| Politické strany | Politické strany                         | Ideologie                                                                          | Lídr strany          | Počet hlasů ve volbách do Kongresu | Získané mandáty |
| ---------------- | ---------------------------------------- | ---------------------------------------------------------------------------------- | -------------------- | ---------------------------------- | --------------- |
|                  | Lidová strana (PP)                       | Konzervatismus, liberální konzervatismus, pro EU                                   | Alberto Núñez Feijóo | 8 160 837 (33,06 %)                | 137             |
|                  | Partido Socialista Obrero Español (PSOE) | Sociální demokracie, pro EU                                                        | Pedro Sánchez        | 7 821 718 (31,68 %)                | 121             |
|                  | Vox (Vox)                                | Krajně pravicový populismus, ultranacionalismus, neoliberalismus, euroskepticismus | Santiago Abascal     | 3 057 000 (12,38 %)                | 33              |
|                  | Sumar                                    | Progresivismus, zelená politika, sociální demokracie                               | Yolanda Díaz         | 3 044 996 (12,33 %)                | 31              |
|                  | ERC (ERC)                                | Katalánský nacionalismus, levicový nacionalismus                                   | Gabriel Rufián       | 466 020 (1,89 %)                   | 7               |
|                  | Junts per Catalunya (Junts)              | Katalánský nacionalismus, přímá demokracie, populismus                             | Míriam Nogueras      | 395 429 (1,6 %)                    | 7               |
|                  | EH Bildu (EH Bildu)                      | Baskitský nacionalismus, levicový nacionalismu, socialismus                        | Mertxe Aizpurua      | 335 129 (1,36 %)                   | 6               |
|                  | Baskická národní strana (EAJ-PNV)        | Baskitský nacionalismus, křesťanská demokracie                                     | Aitor Esteban        | 277 289 (1,12 %)                   | 5               |
|                  | Ostatní                                  | různé                                                                              | různí                | (4,5 %)                            | 3               |

### Zastoupení stran v Parlamentu
- Zastoupení politických stran v Kongresu poslanců od roku 1977.

| Volby     | Počet stran v Kongresu | Součet hlasů pro strany v Kongresu | %     | Strany zastoupené ve vládě                             | Součet hlasů pro vládní strany | %     | Počet poslanců vládní strany/koalice | Typ vlády |
| --------- | ---------------------- | ---------------------------------- | ----- | ------------------------------------------------------ | ------------------------------ | ----- | ------------------------------------ | --------- |
| 1977      | 12                     | 16 969 519                         | 92,84 | UCD                                                    | 6 310 391                      | 34,52 | 166 ze 350                           | Menšinová |
| 1979      | 13                     | 16 728 461                         | 92,99 | UCD                                                    | 6 268 593                      | 34,84 | 168 ze 350                           | Menšinová |
| 1982      | 10                     | 20 168 843                         | 95,82 | PSOE                                                   | 10 127 392                     | 48,11 | 202 ze 350                           | Většinová |
| 1986      | 12                     | 18 892 497                         | 93,52 | PSOE                                                   | 8 901 718                      | 44,06 | 184 ze 350                           | Většinová |
| 1989      | 13                     | 19 013 112                         | 93,29 | PSOE (podpora od AIC)                                  | 8 115 568                      | 39,60 | 175 ze 350                           | Menšinová |
| 1993      | 11                     | 22 052 262                         | 93,47 | PSOE (podpora od CiU a PNV)                            | 9 150 083                      | 38,78 | 159 ze 350                           | Menšinová |
| 1996      | 11                     | 24 248 988                         | 96,81 | PP (podpora od CiU, PNV a CC)                          | 9 716 006                      | 38,79 | 156 ze 350                           | Menšinová |
| 2000      | 12                     | 22 078 234                         | 95,24 | PP                                                     | 10 321 178                     | 44,52 | 183 ze 350                           | Většinová |
| 2004      | 11                     | 24 662 146                         | 95,27 | PSOE (podpora od ERC a IU)                             | 11 026 163                     | 42,59 | 164 ze 350                           | Menšinová |
| 2008      | 10                     | 24 676 957                         | 95,9  | PSOE                                                   | 11 289 335                     | 43,87 | 169 ze 350                           | Menšinová |
| 2011      | 13                     | 23 225 945                         | 95,38 | PP                                                     | 10 866 566                     | 44,63 | 186 ze 350                           | Většinová |
| 2015      | 10                     | 24 126 260                         | 96,07 | Vláda nevznikla                                        | —                              | —     | —                                    | —         |
| 2016      | 9                      | 23 161 622                         | 96,78 | PP (podpora od C's, UPN, CC a FAC) (od 2016 do 6/2018) | 7,941,236                      | 33,01 | 134 ze 350                           | Menšinová |
| 2016      | 9                      | 23 161 622                         | 96,78 | PSOE (podpora od Podemos, ERC, EAJ-PNV) (od 6/2018)    | 5,443,846                      | 22,6  | 85 ze 350                            | Menšinová |
| 2019 (IV) | 13                     | 25 023 411                         | 95,93 | Vláda nevznikla                                        | —                              | —     | —                                    | —         |
| 2019 (XI) | 16                     | 22 714 439                         | 97,36 | PSOE a Podemos (podpora od ERC, EAJ-PNV a EH Bildu)    | 9,911,563                      | 40,86 | 155 ze 350                           | Koaliční  |